# Colla Vella dels Xiquets de Valls

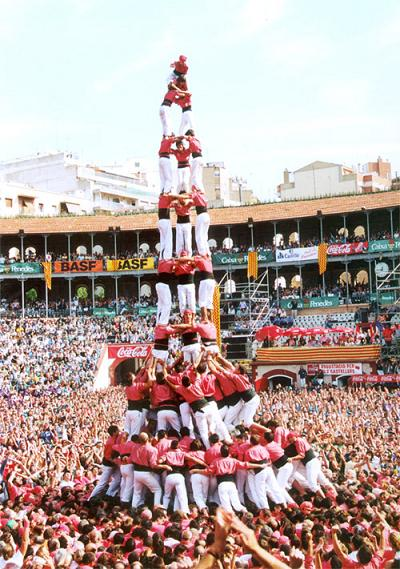
Primer 3de10fm cargado por la Colla Vella Xiquets de Valls, en 2000.

La Colla Vella dels Xiquets de Valls es una colla castellera de Valls, Tarragona (España). Fue fundada en 1947 aunque, con varios cambios de denominación, sus orígenes se remontan a 1791. Visten camisa rosada.
Forma parte del selecto grupo de ocho collas castelleras que ha logrado castells de gamma extra. Su mayor éxito es el 4 de 10 con folre y manilles, descargado en 2016, que es la mayor construcción castellera de la historia y que solo otras dos collas (Minyons de Terrassa y Castellers de Vilafranca) han logrado descargar.

## Historia
Los castells son una derivación de los bailes o danzas de valencianos, nombre con el que eran conocidas en la Cataluña Nueva las muixerangas valencianas. En el Campo de Tarragona, a partir de finales del siglo XIX, las construcciones humanas que acompañaban estos bailes fueron ganando protagonismo, en detrimento de la danzas.
En las Fiestas Decenales de Valls del 2 de febrero de 1791, tuvo lugar un baile de valencianos en el que participaron campesinos de Valls y Alcover, que realizaron varios pilares durante la procesión en honor a la Virgen de la Candelaria. Esta se considera la primera actuación castellera documentada en Valls; algunos historiadores también la marcan como el nacimiento del Partido de los Labradores (en catalán: Colla dels Pagesos), embrión de la actual Colla Vella dels Xiquets de Valls. Esta cuadrilla, vinculada políticamente a la Pandilla Baja (de ideología conservadora, absolutista y carlista) estaba en contraposición con cuadrilla formada por el Partido de los Menestrales (Colla dels Menestrals), vinculada a la Pandilla Alta (de ideología liberal), cuya existencia se conoce desde 1805. En los años sucesivos los castells fueron evolucionando y diferenciándose definitivamente de los bailes de valencianos, centrándose en las construcciones humanas y prescindiendo de la danza. En 1819 está documentada la construcción de los primeros castells de ocho pisos, por parte de las dos collas vallenses.

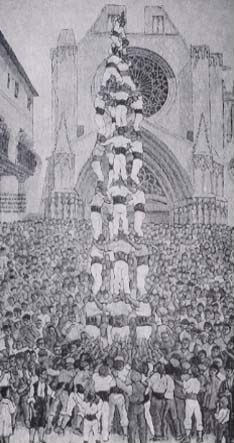
4 de 9 sin folre, el denominado castell total, descargado por primera vez por la Colla Vella en 1881.

En 1849 aparece la referencia documental más antigua del nombre Xiquets de Valls. Dado que los vallenses fueron durante años los únicos en practicar la actividad, hasta mediados del siglo XX el término «Xiquets de Valls» era usado genéricamente para referirse a todos los constructores de torres humanas (hoy llamados castellers), sin diferenciar entre collas. A partir de la década de 1850 las collas de los Labradores y de los Menestrales pasaron a ser conocidas como la Muixerra y el Roser, respectivamente, en referencias a las cofradías de Villafranca del Penedés que las contrataban para sus festejos. En 1875 la Muixerra realizó en Zaragoza la primera actuación castellera fuera de Cataluña.
Al término de la tercera guerra carlista, en 1876, la Muixerra se convirtió en la Colla Vella, con Isidre Tondo, conocido popularmente como Rabassó, como cap de colla. En los años siguientes los castells lograron gran popularidad, en la que se conoce como la «primera época de oro». La Colla Vella realizó grandes construcciones, como los primeros castillos de nueve pisos. En 1902 la Colla Vella y la Colla Nova de Valls (continuadora de la Colla Roser) participaron en el primer concurso casteller de la historia (oficialmente «Concurso Regional de Xiquets de Valls»), celebrado en Barcelona con motivo de las Fiestas de la Merced. La Vella resultó vencedora del certamen.
A principios del siglo XX la actividad castellera entró en una decadencia de la que no se recuperó hasta los años 1920. En 1929 la Colla Vella realizó una exhibición en la Exposición Universal de Barcelona; fue su primera actuación uniformados con la camisa rosada. En 1932 se proclamaron ganadores del primer Concurso de Castells de Tarragona.
En 1939, tras la Guerra Civil Española, las nuevas autoridades municipales franquistas quisieron acabar con la histórica rivalidad de las dos collas de Valls, imponiendo una fusión que dio origen a la Colla Xiquets de Valls. La unidad duró hasta 1947, cuando varios castellers disconformes crearon la Colla Vella Rabassó, nombre con el que se proclamaban herederos de la histórica colla de 1801. Poco después adoptaron su actual denominación, Colla Vella dels Xiquets de Valls.
La Vella se consolidó como la principal colla del panorama casteller a principios de los años 1980 (en la llamada segunda época de oro de los castells), período en el que encadenó tres triunfos consecutivos en el Concurso de Castells de Tarragona. Tras un siglo sin verse castells de nuevo pisos, en 1981 lograron descargar el primer 4de9f de la historia y un año después cargaron el 3de9f, también inédito hasta entonces. En 1994 lograron su primer castell de gamma extra, descargando el 2de9fm por primera vez en la historia castellera. En 2016 descargaron por primera vez castells de diez pisos: el 3 y el 4de10fm.